# キャサリン・マグレガー
キャサリン・マグレガー（Katherine Macgregor、1925年1月12日 - 2018年11月13日）は、アメリカ合衆国の女優。

## 出演作品
- 大草原の小さな家（ハリエット・オルソン）